# Ipomoea tenuipes

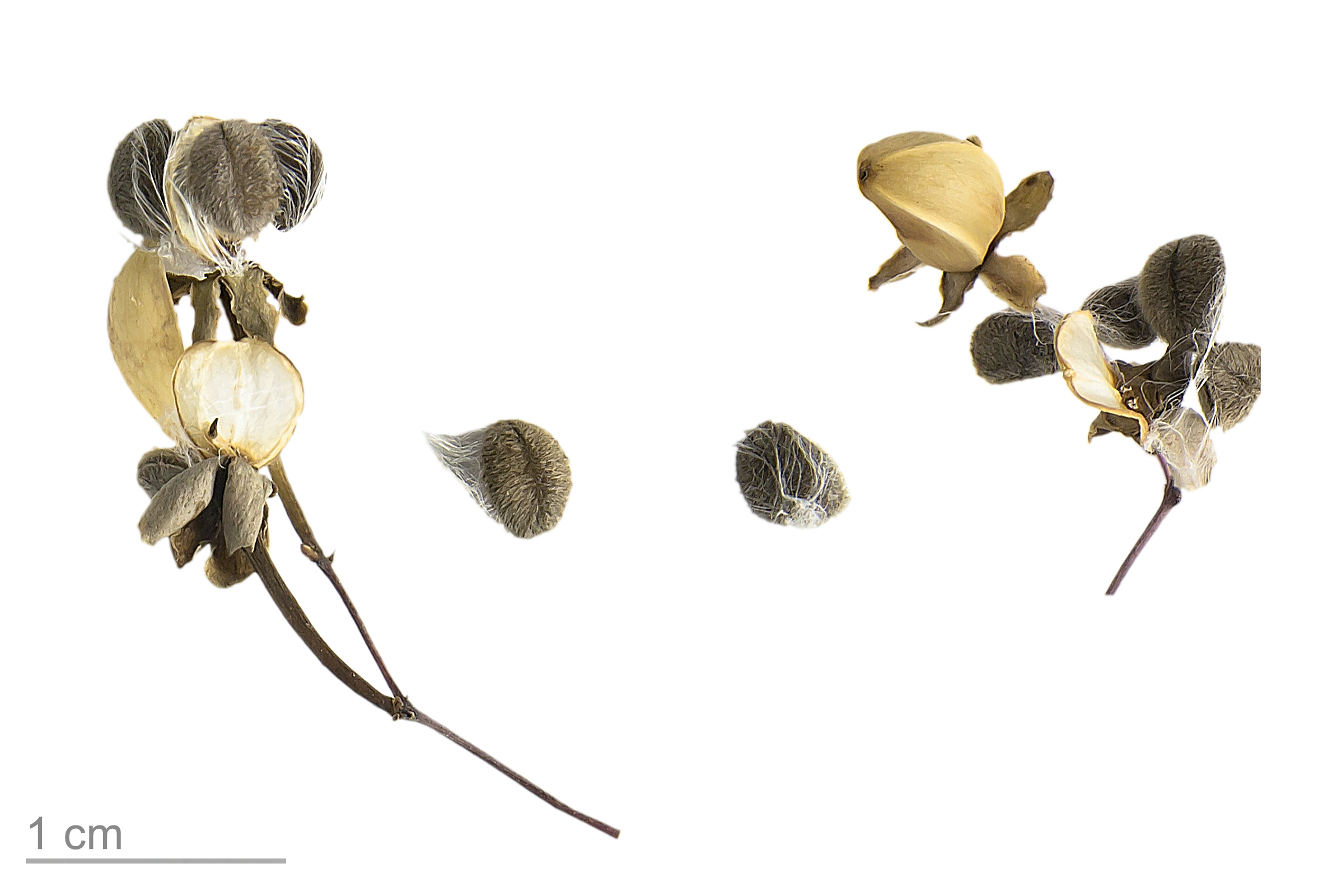
Ipomoea tenuipes

Ipomoea tenuipes là một loài thực vật có hoa trong họ Bìm bìm. Loài này được Verdc. mô tả khoa học đầu tiên năm 1961.